# Olga Yakusjeva
Olga Yakusjeva, född 7 oktober 1974, är en belarusisk bågskytt. Hon deltog vid olympiska sommarspelen 1996.